# UFC 70
UFC 70: Nations Collide est un évènement de mixed martial arts organisé par l'Ultimate Fighting Championship et qui eut lieu le 21 avril 2007 au Royaume-Uni à Manchester. Cet UFC fut le deuxième organisé sur le territoire anglais, le premier étant l'UFC 38 en juillet 2002. De plus, ce fut le septième évènement UFC organisé en dehors des États-Unis.

## Historique
Le champion du Open-Weight Grand Prix organisé par le PRIDE FC, Mirko "Cro Cop" Filipovic, combattit le poids-lourd Gabriel Gonzaga lors de l'évènement principal de cet UFC pour déterminer qui des deux champions auraient droit à un combat pour la ceinture contre le champion des poids lourds Randy Couture.
Lors de cet UFC, Michael Bisping eut la chance de combattre pour la première fois dans sa ville natale contre un vétéran de l'UFC Elvis Sinosic et Andrei Arlovski combattit contre Fabricio Werdum, parternaire d'entraînement de Crop-cop. Ce combat fut le premier de Werdum au sein de l'organisation. 
Lyoto Machida devait à l'origine affronter Forrest Griffin lors de cet évent, mais Griffin tomba malade, Staphylocoque doré et ne put participer à l'évènement.

## Résultats

### Carte préliminaire
- Combat en Welterweight:  Paul Taylor (en) vs.  Edilberto "Crocota" de Oliveira

Taylor gagne par TKO (frappes) à :37 lors du troisième round.
- Combat en Welterweight:  Jess Liaudin vs.  Dennis Siver

Liaudin gagne par soumission (clé de bras) à 1:21 lors du premier round.
- Combat en Light Heavyweight:  Alessio Sakara vs.  Victor Valimaki

Sakara gagne par TKO (frappes) à 1:44 lors du premier round.
- Combat en Lightweight:  Junior Assuncao vs.  David Lee

Assuncao gagne par soumission (étranglement arrière) à 1:55 lors du deuxième round.
- Combat en Lightweight:  Terry Etim vs.  Matt Grice

Etim gagne par soumission (étranglement en guillotine) à 4:38 lors du premier round.

### Carte principale
- Combat en Heavyweight:  Cheick Kongo vs.  Assuerio Silva

Kongo gagne par décision à la majorité (29–28, 29–28 et 28–28).
- Combat en Light Heavyweight:  Lyoto Machida vs.  David Heath

Machida gagne par décision unanime. (30–27, 30–26 et 30–27).
- Combat en Light Heavyweight:  Michael Bisping vs.  Elvis Sinosic

Bisping gagne par TKO (frappes) à 1:40 lors du deuxième round.
- Combat en Heavyweight:  Andrei Arlovski vs.  Fabricio Werdum

Arlovski gagne par décision unanime (30–27, 30–27, 30–27).
- Combat en Heavyweight:  Mirko Filipovic vs.  Gabriel Gonzaga

Gonzaga gagne par KO (coup de pied à la tête) à 4:51 lors du premier round.

## Gains
- Gabriel Gonzaga ($60 000) bat Mirko “Cro Cop” Filipovic ($350 000)
- Andrei Arlovski ($160 000) bat Fabricio Werdum ($80 000)
- Michael Bisping ($24 000) bat Elvis Sinosic ($8 000)
- Lyoto Machida ($40 000) bat David Heath ($6 000)
- Cheick Kongo ($40 000) bat Assuerio Silva ($8 000)
- Terry Etim ($12 000) bat Matt Grice ($3 000)
- Junior Assuncao ($6 000) bat David Lee ($2 000)
- Alessio Sakara ($20 000) bat Victor Valimaki ($3 000)
- Jess Liaudin ($6 000) bat Dennis Siver ($3 000)
- Paul Taylor ($8 000) bat Edilberto Crocota ($4 000)

## Bonus de la soirée
Les lauréats remportent la somme de 30 000 $
- Combat de la soirée: Michael Bisping vs. Elvis Sinosic
- Soumission de la soirée: Terry Etim
- KO de la soirée: Gabriel Gonzaga